# Растенберг
Растенберг (нем. Rastenberg) — город в Германии, в земле Тюрингия. 
Входит в состав района Зёммерда.  Население составляет 2706 человек (на 31 декабря 2010 года). Занимает площадь 35,42 км². Официальный код  —  16 0 68 042.

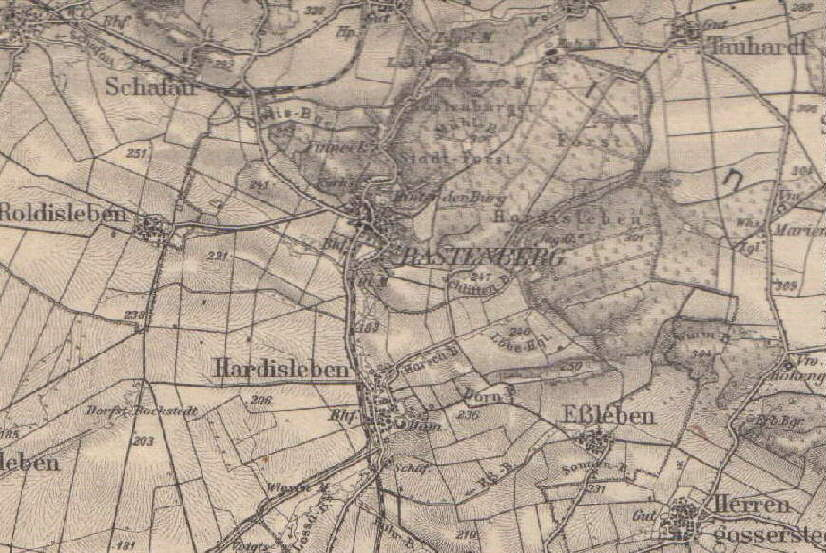
Растенберг